# Devin Clark
Devin Terrell Clark (12 de abril de 1990, Sioux Falls, Dakota del Sur, Estados Unidos) es un artista marcial mixto estadounidense que compite actualmente en la división de peso semipesado de Ultimate Fighting Championship. Competidor profesional desde 2010, fue contratado por Ultimate Fighting Championship (UFC) después de que Dana White lo descubriera en el programa "Dana White: Looking for a Fight - Season 1 Episode 6", la serie web de la UFC.

## Primeros años
Clark nació en Sioux Falls, Dakota del Sur, en 1990. Comenzó a boxear de niño y empezó a competir en lucha libre en el instituto. Empezó a destacar en su tercer año de instituto, donde en el combate de la final estatal perdió contra el ex atleta de la UFC David Michaud. Al año siguiente, en su último año, se convirtió en el campeón estatal de Dakota del Sur en 189 libras. Clark asistió al Colegio Comunitario y Técnico de Rochester, donde fue dos veces All-American de la NJCAA en la división de 184 libras para los Yellowjackets. Ganó el Campeonato Nacional en 2009 y quedó cuarto en 2010. No estaba preparado para dejar de competir como artista marcial, por lo que Clark comenzó a entrenar MMA en su gimnasio local, Team Nak Suk, y más tarde se trasladó a la Academia Next Edge bajo la tutela del cinturón negro de BJJ Bruce Hoyer. Rápidamente ascendió y compitió en la RFA, también conocida como Reliance Fighting. Fue campeón estatal de lucha de la escuela secundaria, campeón nacional de lucha de la universidad junior y boxeador aficionado.

## Carrera en artes marciales mixtas

### Carrera temprana

#### 2013
Clark comenzó su carrera profesional de MMA el 24 de agosto de 2013 y debutó en Knockout Events: Battle at the Chip. Tuvo su primera victoria sobre Jeremy Spelts vía TKO (puñetazos) en el primer asalto.

#### 2014
Un año más tarde, tras su primera victoria profesional, dio el paso de competir en Resurrection Fighting Alliance 17 el 22 de agosto de 2014. Se enfrentó a Aaron Brown y se aseguró una victoria por TKO (puñetazos) en el segundo asalto.

#### 2015
El 7 de febrero de 2015, Clark se unió a la promoción Total Fight Challenge para su tercera pelea y se enfrentó a William Vincent. Consiguió una victoria por sumisión (estrangulamiento por detrás).
Clark volvió a la promoción Resurrection Fighting Alliance (RFA). Se enfrentó a Jaquis William en RFA 25 el 10 de abril de 2015, superó a William y ganó el combate por decisión unánime.
Clark se enfrentó a Dervin López en RFA 29: USA vs Brasil el 21 de agosto de 2015. Salió victorioso con una decisión unánime de los jueces (30-27, 30-27, 30-27) a su favor.

#### 2016
El 15 de abril de 2016 Dana White, Matt Serra y Robbie Lawler asistieron al evento Resurrection Fighting Alliance 39 en Sioux Falls, Dakota del Sur, para "Dana White Looking For a Fighter", un programa de la serie web de la UFC, donde Clark se enfrentó a Rafael Viana por el campeonato de peso semipesado. El combate estaba programado para 5 asaltos y después del segundo asalto, Viana sufrió una fractura en la mano que le impidió continuar en el combate. Clark fue declarado nuevo campeón. White quedó impresionado con la actuación de Clark en la noche y con su récord de MMA de 6-0-0, White lo inscribió en la lista de la UFC.

### Ultimate Fighting Championship
Clark hizo su debut en la promoción de la UFC el 13 de julio de 2016 en UFC Fight Night: McDonald vs. Lineker. Bajó al peso medio para enfrentarse a Alex Nicholson, y sufrió su primera derrota en su carrera de MMA al perder por KO (puñetazo) en el primer asalto.
Clark volvió a la división de peso semipesado y se enfrentó a Josh Stansbury en The Ultimate Fighter 24 Finale con poco tiempo de antelación, el 3 de diciembre de 2016 para la final de TUF 24 contra Josh Stansbury. Con la voz de su padre alentando a todo el pequeño lugar, Devin Clark simplemente superó a Josh Stansbury en una batalla de tres rondas.
Gracias a la fuerza de sus derribos y a la potencia de sus puñetazos, Clark (7-1 MMA, 1-1 UFC) derribó a un Stansbury (8-3 MMA, 1-1 UFC) algo tímido para hacerse con la victoria por decisión unánime. Evitó los estrangulamientos por guillotina en los primeros asaltos y plantó a Stansbury de espaldas y con un agresivo golpeo a lo largo de los tres asaltos. El paso al peso semipesado resultó ser un éxito.

#### 2017
Clark se enfrentó a Jake Collier el 15 de abril de 2017, en UFC on Fox: Johnson vs. Reis. Clark superó a Collier golpeándolo en el montaje completo y logrando múltiples derribos, y Clark se impuso por decisión unánime (30-27, 30-27, 30-26). En las entrevistas posteriores al combate, Clark admitió que estaba decepcionado con su actuación, ya que afirmó que había perdido oportunidades para terminar la pelea.
Clark se enfrentó a Jan Błachowicz el 21 de octubre de 2017, en UFC Fight Night: Cerrone vs. Till. Perdió el combate por estrangulamiento por detrás en el segundo asalto.

#### 2018
Clark se enfrentó a Mike Rodríguez el 7 de abril de 2018 en UFC 223. Ganó el combate por decisión unánime.
Clark se enfrentó a Aleksandar Rakić el 8 de diciembre de 2018 en UFC 231. Perdió el combate por TKO en el primer asalto.

#### 2019
Se esperaba que Clark se enfrentara a Abdul-Kerim Edilov el 20 de abril de 2019 en UFC Fight Night: Overeem vs. Oleinik. Sin embargo, el 25 de marzo se anunció la retirada de Edilov de la tarjeta por razones no reveladas y fue sustituido por Ivan Shtyrkov. Sin embargo, el 20 de abril de 2019 se informó que el combate fue cancelado después de que Shtyrkov fuera hospitalizado.
Poco después de la cancelación del combate anterior, se anunció que Clark se enfrentaría a Darko Stošić en UFC Fight Night: Gustafsson vs. Smith el 1 de junio de 2019. Ganó el combate por decisión unánime.
Clark se enfrentó a Ryan Spann el 12 de octubre de 2019 en UFC Fight Night: Joanna vs. Waterson. Perdió el combate por sumisión en el segundo asalto.

#### 2020
Clark tenía previsto enfrentarse a Gadzhimurad Antigulov el 15 de febrero de 2020 en UFC Fight Night: Anderson vs. Błachowicz 2. Sin embargo, Antigulov fue retirado del evento por razones no reveladas y fue reemplazado por Dequan Townsend. Ganó el combate por decisión unánime.
Clark tenía previsto enfrentarse a Alonzo Menifield el 2 de mayo de 2020 en UFC Fight Night: Hermansson vs. Weidman. Sin embargo, el 9 de abril, el presidente de UFC, Dana White, anunció que este evento fue pospuesto y el combate tuvo lugar el 6 de junio de 2020 en UFC 250. Clark ganó el combate por decisión unánime.
Clark estuvo brevemente vinculado a un combate contra Shamil Gamzatov el 28 de noviembre de 2020 en UFC on ESPN: Smith vs. Clark. Sin embargo, Gamzatov fue retirado del combate a mediados de octubre debido a supuestos problemas de visa. Clark se enfrentó a Anthony Smith en la tarjeta como evento principal después de que Curtis Blaydes tuviera que retirarse de su pelea contra Derrick Lewis debido a una prueba de COVID positiva. Perdió el combate por una sumisión por triángulo en el primer asalto.

#### 2021
Clark tenía previsto enfrentarse a Ion Cuțelaba el 1 de mayo de 2021 en UFC on ESPN: Reyes vs. Procházka. Sin embargo, Clark se retiró del evento, alegando una lesión, y fue sustituido por Dustin Jacoby. El par fue reprogramado el 18 de septiembre de 2021 en UFC Fight Night: Smith vs. Spann. Tras ser derribado en el primer asalto, perdió el combate por decisión unánime.

#### 2022
Clark se enfrentó a William Knight el 16 de abril de 2022 en UFC on ESPN 34]]. Ganó la pelea por nocaut técnico en el tercer asalto. 
Clark se enfrentó a Azamat Murzakanov el 13 de agosto de 2022 en UFC on ESPN 41. Perdió la pelea por nocaut técnico en el tercer asalto.

#### 2023
Clark se enfrentó a Da Un Jung el 4 de febrero de 2023 en UFC Fight Night 218. Ganó la pelea por decisión unánime.
Clark se enfrentó a Kennedy Nzechukwu el 6 de mayo de 2023 en UFC 288. Perdió la pelea por estrangulamiento técnico de guillotina en el segundo asalto. 

#### 2024
Clark se enfrentó a Marcin Prachnio el 10 de febrero de 2024 en UFC Fight Night 236.  Perdió la pelea por decisión unánime. 

## Campeonatos y logros

### Artes marciales mixtas
- Resurrection Fighting Alliance 
  - Campeón de Peso Semipesado de Resurrection Fighting Alliance (RFA) (una vez)[16]

## Vida personal
Cuando Clark estaba en la escuela secundaria en Lincoln, sus dos mejores amigos le dieron el apodo de "Brown Bear", citando su doble característica personal - Tiene una lucha como la de un oso, y tiene un comportamiento agradable y reflexivo en la vida cotidiana. Clark participa activamente en la ayuda a numerosos organismos sin ánimo de lucro de su comunidad. Está especialmente implicado en la defensa de las personas con síndrome de Down y recientemente ha sido nombrado miembro de la Junta Nacional de Garrett's Fight.
Mientras se entrenaba para su combate en UFC on Fox: Johnson vs. Reis, Clark se hizo notar por defender la concienciación sobre el síndrome de Down. Clark se ha manifestado a favor de la concienciación y la defensa del síndrome de Down y de la campaña para salvar del aborto a los niños con síndrome de Down no nacidos.

## Récord en artes marciales mixtas
| Récord profesional | Récord profesional | Récord profesional |
| 21 peleas          | 14 victorias       | 9 derrotas         |
| ------------------ | ------------------ | ------------------ |
| Nocaut             | 4                  | 3                  |
| Sumisión           | 1                  | 4                  |
| Decisión           | 9                  | 2                  |

| Resultado | Récord | Oponente          | Método                                     | Evento                                               | Fecha                    | Ronda | Tiempo | Localización                | Notas                                            |
| --------- | ------ | ----------------- | ------------------------------------------ | ---------------------------------------------------- | ------------------------ | ----- | ------ | --------------------------- | ------------------------------------------------ |
| Derrota   | 14-9   | Marcin Prachnio   | Decisión (unánime)                         | UFC Fight Night: Hermansson vs. Pyfer                | 10 de febrero de 2024    | 3     | 5:00   | Las Vegas, Nevada           |                                                  |
| Derrota   | 14-8   | Kennedy Nzechukwu | Sumisión técnica (guillotine choke)        | UFC 288                                              | 6 de mayo de 2023        | 2     | 2:28   | Newark, New Jersey          |                                                  |
| Victoria  | 14-7   | Da Un Jung        | Decisión (unánime)                         | UFC Fight Night: Lewis vs. Spivak                    | 4 de febrero de 2023     | 3     | 5:00   | Las Vegas, Nevada           |                                                  |
| Derrota   | 13-7   | Azamat Murzakanov | TKO (golpes)                               | UFC on ESPN: Vera vs. Cruz                           | 13 de agosto de 2022     | 3     | 1:18   | San Diego, California       | Regresó a peso semipesado.                       |
| Victoria  | 13-6   | William Knight    | TKO (codazos y golpes)                     | UFC on ESPN: Luque vs. Muhammad 2                    | 16 de abril de 2022      | 3     | 3:21   | Las Vegas, Nevada           | Debut en peso pesado.                            |
| Derrota   | 12-6   | Ion Cuțelaba      | Decisión (unánime)                         | UFC Fight Night: Smith vs. Spann                     | 18 de septiembre de 2021 | 3     | 5:00   | Las Vegas, Nevada           |                                                  |
| Derrota   | 12-5   | Anthony Smith     | Sumisión (estrangulamiento por triángulo)  | UFC on ESPN: Smith vs. Clark                         | 28 de noviembre de 2020  | 1     | 2:34   | Las Vegas, Nevada           |                                                  |
| Victoria  | 12-4   | Alonzo Menifield  | Decisión (unánime)                         | UFC 250                                              | 6 de junio de 2020       | 3     | 5:00   | Las Vegas, Nevada           |                                                  |
| Victoria  | 11-4   | Dequan Townsend   | Decisión (unánime)                         | UFC Fight Night: Anderson vs. Błachowicz 2           | 15 de febrero de 2020    | 3     | 5:00   | Río Rancho, Nuevo México    |                                                  |
| Derrota   | 10-4   | Ryan Spann        | Sumisión (estrangulamiento por guillotina) | UFC Fight Night: Joanna vs. Waterson                 | 12 de octubre de 2019    | 2     | 2:01   | Tampa, Florida              |                                                  |
| Victoria  | 10-3   | Darko Stošić      | Decisión (unánime)                         | UFC Fight Night: Gustafsson vs. Smith                | 1 de junio de 2019       | 3     | 5:00   | Estocolmo                   |                                                  |
| Derrota   | 9-3    | Aleksandar Rakić  | TKO (puñetazos)                            | UFC 231                                              | 8 de diciembre de 2018   | 1     | 4:05   | Toronto, Ontario            |                                                  |
| Victoria  | 9-2    | Mike Rodríguez    | Decisión (unánime)                         | UFC 223                                              | 7 de abril de 2018       | 3     | 5:00   | Brooklyn, Nueva York        |                                                  |
| Derrota   | 8-2    | Jan Błachowicz    | Sumisión (estrangulamiento por detrás)     | UFC Fight Night: Cerrone vs. Till                    | 21 de octubre de 2017    | 2     | 3:02   | Gdansk                      |                                                  |
| Victoria  | 8-1    | Jake Collier      | Decisión (unánime)                         | UFC on Fox: Johnson vs. Reis                         | 15 de abril de 2017      | 3     | 5:00   | Kansas City, Misuri         |                                                  |
| Victoria  | 7-1    | Josh Stansbury    | Decisión (unánime)                         | The Ultimate Fighter: Tournament of Champions Finale | 3 de diciembre de 2016   | 3     | 5:00   | Las Vegas, Nevada           | Regreso al peso semipesado.                      |
| Derrota   | 6-1    | Alex Nicholson    | KO (puñetazo)                              | UFC Fight Night: McDonald vs. Lineker                | 13 de julio de 2016      | 1     | 4:57   | Sioux Falls, Dakota del Sur | Debut en el peso medio.                          |
| Victoria  | 6-0    | Rafael Viana      | TKO (lesión en la mano)                    | RFA 37                                               | 15 de abril de 2016      | 2     | 5:00   | Sioux Falls, Dakota del Sur | Ganó el Campeonato de Peso Semipesado de la RFA. |
| Victoria  | 5-0    | Dervin Lopez      | Decisión (unánime)                         | RFA 29                                               | 21 de agosto de 2015     | 3     | 5:00   | Sioux Falls, Dakota del Sur |                                                  |
| Victoria  | 4-0    | Jaquis Williams   | Decisión (unánime)                         | RFA 25                                               | 10 de abril de 2015      | 3     | 5:00   | Sioux Falls, Dakota del Sur |                                                  |
| Victoria  | 3-0    | William Vincent   | Sumisión (estrangulamiento por detrás)     | Total Fight Challenge                                | 7 de febrero de 2015     | 1     | 4:29   | Willow Springs, Illinois    |                                                  |
| Victoria  | 2-0    | Aaron Brown       | TKO (puñetazos)                            | RFA 17                                               | 22 de agosto de 2014     | 2     | 4:02   | Sioux Falls, Dakota del Sur |                                                  |
| Victoria  | 1-0    | Jeremy Spelts     | TKO (puñetazos)                            | Knockout Events: Battle at the Chip                  | 4 de agosto de 2013      | 1     | 1:12   | Sturgis, Dakota del Sur     |                                                  |